# Acerocephala
Acerocephala is een geslacht van vliesvleugeligen uit de familie Pteromalidae. De wetenschappelijke naam van dit geslacht is voor het eerst geldig gepubliceerd in 1946 door Gahan.

## Soorten
Het geslacht Acerocephala omvat de volgende soorten:
- Acerocephala aenigma Gahan, 1946
- Acerocephala atroviolacea (Crawford, 1913)
- Acerocephala pacifica Boucek, 1988